# Pragozd Orlovšček
Pragozd Orlovšček je nižinski pragozd v osrednjem Dolinskem, ki se razprostira na 2 hektarih površine. Razprostira se ob istoimenski mrtvici Mure, ki je dolga dva km in široka do 20 m. Pragozd sestavljajo hrastova, jesenova, gabrova, topolova in vrbova drevesa.